# Barlow Park
Le Barlow Park est un complexe sportif situé à Cairns en Australie. Il a une capacité de 18 000 places dont 1 700 assises.

## Description
Il comprend une piste d'athlétisme. C'est le siège de la Cairns District Rugby League (XIII), Cairns District Rugby Union (XV),  et de la Cairns District Athletics Association, Australian Sports Commission Development, Oztag, the Northern Pride RLFC et le FNQ FC Heat.

## Évènements
- Coupe du monde de rugby à XIII 2017